# Pro Patria et Libertate Sezione Calcio 1975-1976
Questa voce raccoglie le informazioni riguardanti la Pro Patria et Libertate Sezione Calcio nelle competizioni ufficiali della stagione 1975-1976.

## Stagione
Dopo la promozione viene confermato nel ruolo di allenatore Adelio Crespi. La squadra è discreta, il girone di andata è soddisfacente, quello di ritorno è invece deludente e al termine del campionato si colloca con 33 punti al diciassettesimo posto, però con sette punti di vantaggio sul retrocesso Vigevano a 26 punti, scendono anche Trento con 25 punti e Belluno con 17 punti. 
Il girone è stato dominato dal promosso Monza con 58 punti, dodici di vantaggio sulla Cremonese piazzata al posto d'onore. Miglior marcatore dei tigrotti con 11 reti Carlo Foglia, di cui 7 in campionato e 4 in Coppa.
Nella Coppa Italia Semipro la squadra bustocca si prende qualche soddisfazione, vince il girone 5 eliminando Milanese e Solbiatese, poi nel doppio confronto dei sedicesimi di finale supera il Mantova, ma conclude il suo percorso di Coppa nel doppio confronto dei quarti di finale, per opera del Monza.

## Rosa
| N. |                   | Ruolo | Calciatore            |
| -- | ----------------- | ----- | --------------------- |
|    | Italia (bandiera) | C     | Giorgio Ardemagni     |
|    | Italia (bandiera) | D     | Francesco Bartezzaghi |
|    | Italia (bandiera) | C     | Carlo Bergomi         |
|    | Italia (bandiera) | D     | Ermanno Berra         |
|    | Italia (bandiera) | P     | Luigi Bonetti         |
|    | Italia (bandiera) | C     | Arturo Bosani         |
|    | Italia (bandiera) | C     | Sergio Bosani         |
|    | Italia (bandiera) | A     | Alessandro Brunini    |
|    | Italia (bandiera) | C     | Daniele Carniti       |
|    | Italia (bandiera) | D     | Pasquale Croci        |
|    | Italia (bandiera) | D     | Fabio Crugnola        |
|    | Italia (bandiera) | P     | Achille Fellini       |

| N. |                   | Ruolo | Calciatore        |
| -- | ----------------- | ----- | ----------------- |
|    | Italia (bandiera) | A     | Carlo Foglia      |
|    | Italia (bandiera) | A     | Sergio Fornara    |
|    | Italia (bandiera) | C     | Emanele Fortunato |
|    | Italia (bandiera) | A     | Paolo Frara       |
|    | Italia (bandiera) | D     | Ettore Frigerio   |
|    | Italia (bandiera) | C     | Franco Gori       |
|    | Italia (bandiera) | D     | Giacomo Mela      |
|    | Italia (bandiera) | C     | Urano Navarrini   |
|    | Italia (bandiera) | C     | Emilio Pusiol     |
|    | Italia (bandiera) | C     | Giovanni Rizzetto |
|    | Italia (bandiera) | D     | Emilio Trabalza   |
|    | Italia (bandiera) | C     | Rosolo Vailati    |

## Risultati

### Serie C girone A

#### Girone di andata
| Arbitro: | Menotti (Bologna) |

|                              |           |                  |
| Foglia 7’ Fornara 62’ (rig.) | Marcatori | 31’, 34’ Pardini |

| Arbitro: | Bei (Roma) |

|          |           |               |
| Pota 64’ | Marcatori | 53’ Ardemagni |

| Arbitro: | Redini (Pisa) |

|                            |           |            |
| Et. Frigerio 1’ Foglia 59’ | Marcatori | 82’ Basili |

| Arbitro: | Migliore (Salerno) |

|                          |           |  |
| Osellame 22’ Colusso 32’ | Marcatori |  |

| Arbitro: | D'Elia (Salerno) |

|                                                |           |  |
| Gilardino 10’ (aut.) A. Bosani 75’ Fornara 90’ | Marcatori |  |

| Vigevano 19 ottobre 1975 6ª giornata | Vigevano          | 0 – 0 | Pro Patria | Stadio Dante Merlo\| Arbitro: \| Bitocchi (Tivoli) \| |
| Arbitro:                             | Bitocchi (Tivoli) |       |            |                                                       |

| Arbitro: | Materassi (Firenze) |

|               |           |              |
| A. Bosani 31’ | Marcatori | 12’ M. Rossi |

| Arbitro: | Adamu (Cagliari) |

|           |           |               |
| Grion 45’ | Marcatori | 13’ S. Bosani |

| Arbitro: | Esposito (Torre Annunziata) |

|                  |           |                        |
| Et. Frigerio 35’ | Marcatori | 82’ (rig.) Sanseverino |

| Arbitro: | Vitali (Bologna) |

|                          |           |  |
| Groppi 46’ Garganico 89’ | Marcatori |  |

| Arbitro: | Zuffi (Ravenna) |

|                                      |           |                           |
| Et. Frigerio 57’ Rossetto 79’ (aut.) | Marcatori | 7’ Scaini 77’ (aut.) Mela |

| Arbitro: | Tani (Livorno) |

|             |           |                   |
| Ballarin 3’ | Marcatori | 80’ (aut.) Freddi |

| Arbitro: | Pieroni (Jesi) |

|                  |           |                |
| Et. Frigerio 37’ | Marcatori | 34’ Cavagnetto |

| Arbitro: | Gianfranco Bei Bei (Roma) |

|            |           |  |
| Sironi 53’ | Marcatori |  |

| Busto Arsizio 21 dicembre 1975 15ª giornata | Pro Patria        | 0 – 0 | Alessandria | Stadio Comunale\| Arbitro: \| Patrussi (Arezzo) \| |
| Arbitro:                                    | Patrussi (Arezzo) |       |             |                                                    |

| Arbitro: | Prato (Lecce) |

|                    |           |                                |
| N. Scarpa 36’, 59’ | Marcatori | 73’ A. Bosani 86’ Et. Frigerio |

| Busto Arsizio 11 gennaio 1976 17ª giornata | Pro Patria      | 0 – 0 | Albese | Stadio Comunale\| Arbitro: \| Vinci (Messina) \| |
| Arbitro:                                   | Vinci (Messina) |       |        |                                                  |

| Arbitro: | Madonna (Torre del Greco) |

|  |           |            |
|  | Marcatori | 69’ Foglia |

| Arbitro: | Baldari (Roma) |

|               |           |  |
| A. Bosani 78’ | Marcatori |  |

#### Girone di ritorno
| Arbitro: | Bardoni (Modena) |

|                               |           |  |
| Lizzari 70’ (rig.) Facchi 74’ | Marcatori |  |

| Arbitro: | Romanetti (Messina) |

|                    |           |  |
| Fornara 47’ (rig.) | Marcatori |  |

| Arbitro: | Adamu (Cagliari) |

|                          |           |  |
| Basili 38’ Inferrera 61’ | Marcatori |  |

| Arbitro: | Morganti (Ascoli Piceno) |

|               |           |  |
| A. Bosani 86’ | Marcatori |  |

| Arbitro: | Tubertini (Bologna) |

|                                 |           |                  |
| Polvar 47’ (rig.) Buscaglia 87’ | Marcatori | 29’ Et. Frigerio |

| Arbitro: | Grillenzoni (Finale Emilia) |

|                |           |            |
| Piemontese 11’ | Marcatori | 27’ Foglia |

| Arbitro: | Madonna (Torre del Greco) |

|                         |           |  |
| Rondon 19’ M. Mutti 37’ | Marcatori |  |

| Arbitro: | Milan (Treviso) |

|          |           |  |
| Mela 70’ | Marcatori |  |

| Arbitro: | Patrussi (Arezzo) |

|                                       |           |  |
| Buriani 55’ De Vecchi 79’ Tosetto 84’ | Marcatori |  |

| Arbitro: | D'Elia (Salerno) |

|          |           |  |
| Mela 71’ | Marcatori |  |

| Arbitro: | Ballarini (La Spezia) |

|                             |           |            |
| E. Skoglund 18’, 61’ (rig.) | Marcatori | 79’ Foglia |

| Arbitro: | Pieroni (Jesi) |

|            |           |              |
| Foglia 85’ | Marcatori | 80’ Ballarin |

| Arbitro: | Armienti (Salerno) |

|                        |           |            |
| Mazzia 77’ Maruzzo 87’ | Marcatori | 74’ Foglia |

| Arbitro: | Romanetti (Messina) |

|                         |           |                       |
| Brunini 54’ Vailati 70’ | Marcatori | 20’ Bortot 38’ Cesini |

| Arbitro: | Prato (Lecce) |

|                                 |           |  |
| Giani 33’ Em. Frigerio 48’, 49’ | Marcatori |  |

| Arbitro: | Vitali (Bologna) |

|  |           |                            |
|  | Marcatori | 22’ Sartori 73’ Aschettino |

| Arbitro: | Zuffi (Ravenna) |

|                 |           |  |
| S. Rampanti 61’ | Marcatori |  |

| Arbitro: | Canesi (Cremona) |

|  |           |              |
|  | Marcatori | 88’ Bramilla |

| Arbitro: | Castaldi (Vasto) |

|  |           |                        |
|  | Marcatori | 5’ A. Bosani 31’ Frara |

### Coppa Italia Serie C

#### Girone 5
| Arbitro: | Viterbo (Ivrea) |

|                           |           |                                  |
| Ferretti 36’ Norbiato 89’ | Marcatori | 35’, 62’ Ardemagni 70’ S. Bosani |

| 27 agosto 1975 2ª giornata |  | – Turno di riposo PRO PATRIA |  |  |

| Arbitro: | Garduzzo (Vicenza) |

|                 |           |  |
| Foglia 14’, 53’ | Marcatori |  |

| Arbitro: | Adamu |

|                          |           |                                            |
| Foglia 46’ S. Bosani 62’ | Marcatori | 51’ (aut.) E. Frigerio 82’ (rig.) Ferretti |

| 7 settembre 1975 5ª giornata |  | – Turno di riposo PRO PATRIA |  |  |

| Arbitro: | Carvani (Piacenza) |

|            |           |                     |
| Parola 82’ | Marcatori | 50’ Mela 70’ Foglia |

| Arbitro: | Tani (Livorno) |

|                                     |           |  |
| Fortunato 25’, 31’, 47’ Brumini 49’ | Marcatori |  |

| Arbitro: | Stringaro (Udine) |

|                  |           |  |
| Roncaia 35’, 63’ | Marcatori |  |

| Arbitro: | Simini (Torino) |

|  |           |                           |
|  | Marcatori | 16’ De Vecchi 38’ Tosetto |

| Arbitro: | Casella (Voghera) |

|                                                                     |           |  |
| D'Urso 1’ Tosetto 13’, 46’, 76’ Ardemagni 36’ (rig.) Garavaglia 68’ | Marcatori |  |